# Mont Khabarjina
 (février 2019).
Si vous disposez d'ouvrages ou d'articles de référence ou si vous connaissez des sites web de qualité traitant du thème abordé ici, merci de compléter l'article en donnant les références utiles à sa vérifiabilité et en les liant à la section « Notes et références ».
Le mont Khabarjina est une montagne et un volcan du Grand Caucase, région du Caucase. Le sommet de 3 142 mètres d'altitude est situé en Géorgie, non loin de la frontière avec la Russie et au nord-est de l'Ossétie du Sud. Le mont Kazbek, un autre volcan, se trouve non loin au nord.